# Luzmaría Jiménez Faro

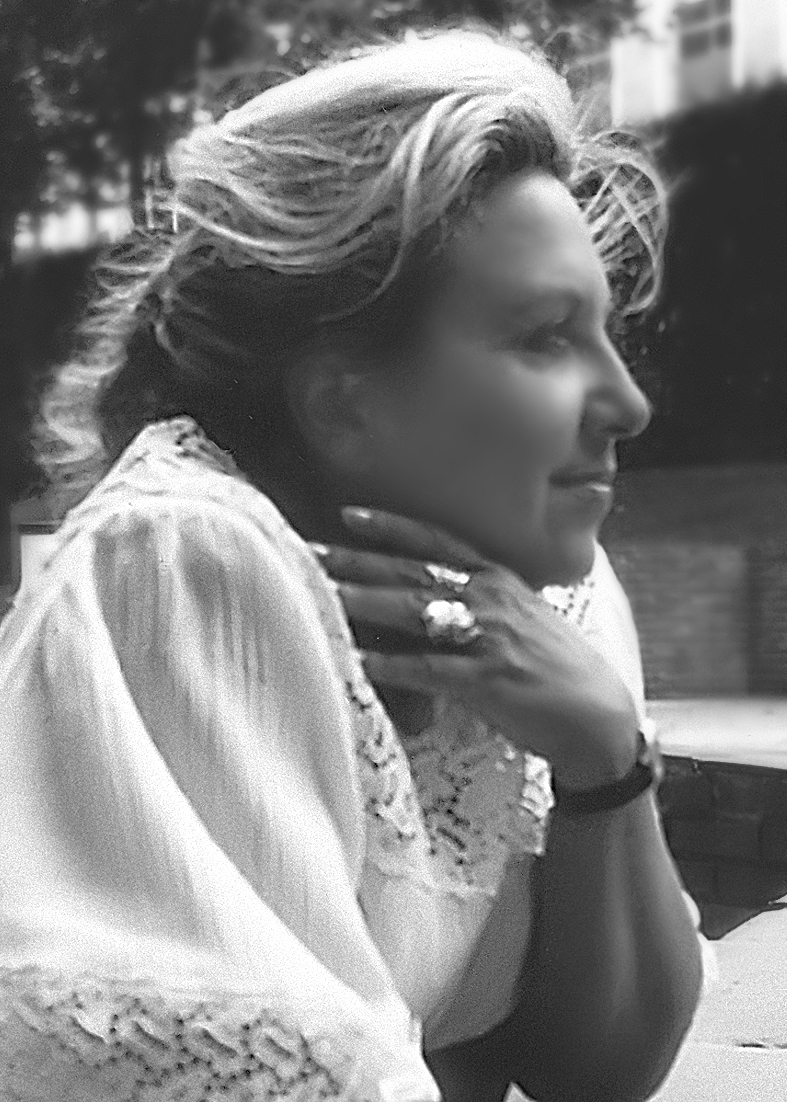
Luzmaría Jiménez Faro, Fotografie von Antonio Porpetta, 2005

Luzmaría Jiménez Faro, auch Luz María, verheiratete Porpetta,  (* 19. Mai 1937 in Madrid; † 12. März 2015 ebenda) war eine spanische Verlegerin, Herausgeberin, Dichterin und Essayistin.

## Leben
Jiménez Faro besuchte eine Nonnenschule und erhielt weitere literarische Ausbildungen. Sie heiratete den Schriftsteller Antonio Porpetta. 1982 gründete sie Ediciones Torremozas, einen Verlag, der sich auf Literatur von Frauen spezialisiert hat.
Gloria Fuertes bestimmte sie zu ihrer Universalerbin. Jiménez Faro gründete die Gloria-Fuertes-Stiftung, deren Präsidentin sie war.
Sie wurde zur Nachlassverwalterin der Schriftstellerin Carmen Conde ernannt und war Mitglied des Kuratoriums der Fundación Carmen Conde y Antonio Oliver in Cartagena.
Sie besuchte zahlreiche Länder, nahm an spanischen und ausländischen Kongressen teil und hielt Vorträge und Konferenzen, immer zu Themen, die mit der von Frauen geschriebenen Literatur zusammenhingen. Sie war Spanien-Korrespondentin für die Zeitschrift Alba de América, für das Hispanic Literary and Cultural Institute in Kalifornien und für die Zeitschrift SER en la Cultura aus Buenos Aires.
Sie erhielt verschiedene Auszeichnungen, die alle mit ihrer Arbeit zugunsten der von Frauen geschriebenen Literatur zusammenhängen, darunter in New York 1987 den Ateneo Puertorriqueño de Nueva York  und 1988 die Goldmedaille der Fundación Josefina Romo Arregui, 1994 den "Encuentro Latinoamericano de Cultura, Ciencia y Educación" der argentinischen Schriftstellervereinigung (Asociación de Escritores Argentinos), 2003 einen Preis der Generalitat de Catalunya und 2005 den Preis Women in poetry in Los Angeles.
Sie ist in mehreren Anthologien in Spanien und Amerika erschienen. Ihre Gedichte wurden ins Rumänische, Bulgarische, Deutsche, Italienische und Englische übersetzt.
Ihre redaktionelle Arbeit war ebenso wie ihr Werk Gegenstand zahlreicher Studien und Veröffentlichungen, und ihre Arbeit über spanische Dichterinnen wurde vom spanischen Kulturministerium unterstützt.
Ihre Tochter Marta Porpetta setzt ihre Arbeit sowohl an der Spitze von Ediciones Torremozas als auch der Gloria-Fuertes-Stiftung fort.

## Werke
Eine vollständige Bibliographie findet sich auf der persönlichen Webseite.